# Mareau-aux-Prés
Mareau-aux-Prés è un comune francese di 1 298 abitanti situato nel dipartimento del Loiret nella regione del Centro-Valle della Loira.
Il territorio comunale è bagnato dalle acque del fiume Loiret.

## Società

### Evoluzione demografica
Abitanti censiti